# Sidonie
Sidonie es un grupo español de indie rock y rock psicodélico originario de Barcelona fundado en 1997. Sus componentes son Marc Ros (1974, cantante, guitarra y bajo), Jesús Senra (1972, segundas voces, bajo, sitar, guitarras eléctrica y acústica) y Axel Pi (1974, batería, tablas y bongos). Comenzaron cantando en inglés, y así publicaron sus dos primeros discos, pero a partir del tercero ya únicamente cantaron en español.

## Trayectoria
Se dieron a conocer gracias a un concurso de jóvenes talentos de la ciudad de Hospitalet de Llobregat que ganaron y por el que firmaron un contrato con una pequeña discográfica independiente catalana llamada Bip Bip Records. Durante su permanencia en esta compañía discográfica firmaron varios trabajos como las maquetas: Dragonfly y Roja, pero la que los catapultó a la fama fue la homónima Sidonie, de donde salieron varias canciones que sirvieron como sintonía publicitaria (Sidonie Goes To Moog, para los anuncios de la cadena FNAC o Feelin' Down'01 para un anuncio del Estado). Este último fue polémico, ya que los integrantes de Sidonie enviaron un comunicado explicando que ellos no estaban de acuerdo con el mensaje del Gobierno en ese anuncio y que nadie les había dicho que su canción iba a ser publicada con tales fines.
Obtenido un gran éxito con el disco debut Sidonie, los contrató la compañía Sony Records que, antes de salir a la luz su último trabajo, lanzó un disco de sencillos y caras b llamada La Estación de la libélula. 
Con Sony Records han publicado varios discos: Shell Kids (un disco que seguía los pasos del de su debut pero que no tuvo tanta aceptación), Fascinado (todas sus canciones están compuestas en castellano), Costa Azul y El Incendio, también íntegro en castellano.
Su disco El fluido García (2011) es una clara vuelta a la psicodelia de sus primeros trabajos, y de la que se habían alejado en favor de sonidos más pop en sus últimos álbumes.
Aparte, también han hecho colaboraciones con otros grupos como, por ejemplo, el grupo madrileño Pereza o los catalanes Sopa de Cabra y Love of Lesbian o los sevillanos Los del Río. En 2005 colaboraron en un disco de villancicos con Marc Parrot. También han participado en el disco homenaje a Antonio Vega con un tema a dúo con Anni B. Sweet. 
En todos sus trabajos se nota una clara influencia de George Harrison, David Bowie o Pink Floyd (en especial mención a Syd Barrett).
Sus letras estaban en inglés en sus primeros trabajos, pero desde el disco Fascinado están compuestos totalmente en castellano, aunque en La estación de la libélula tienen canciones como Badulake o Centinelas, que también cantan en castellano.
Sierra y Canadá (2014) supuso un cambio en su carrera dada la buena acogida que tuvo el disco por el público, con una gira de presentación de dos años. Este éxito continuó con El peor grupo del mundo (2016), llegando incluso a situar un sencillo de este disco, Carreteras infinitas en el top 10 de la lista de Los 40 Principales.
En 2018, la banda celebra sus 20 años de vida con una gira sobre los escenarios de algunas de las primeras salas sobre las que actuaron.

## Discografía

### Álbumes de estudio
- Sidonie (2001)
- Shell Kids (2003)
- Fascinado (2005)
- Costa Azul (2007)
- El incendio (2009)
- El fluido García (2011)
- Sierra y Canadá (2014)
- El Peor Grupo del Mundo (2016)
- Lo Más Maravilloso (2018)
- El Regreso de Abba (2020)
- Marc, Axel y Jes (2023)

### Álbumes de corta duración (EP)
- Dragonfly (2001)
- Let It Shine (2003)
- The Vicious Ep - Sidonie vs. Sideral (2003)

### Sencillos
- Me llamo Abba (2020)
- Portlligat (2020)
- Verano del Amor (2020)
- Cedé (2023)
- No Salgo Más (2023)
- Me Gustas Todo el Rato (2023)
- Et Puc Odiar Molt Més (2025)

### Álbumes recopilatorios
- Let It Flow (2002)
- La estación de la libélula (2004)
- Nada es real pero es mejor (2012)
- Lo más maravilloso (2018)

### DVD
- Fascinado (2005)

## Curiosidades
Su tema Fiebre es usado en la cabecera del programa de fútbol internacional Fiebre Maldini, presentado por Julio Maldonado y emitido en Canal+.
En 2020, Marc Ros publicó su primera novela titulada “El regreso de Abba”.